# Trichophysetis metamelalis
Trichophysetis metamelalis là một loài bướm đêm trong họ Crambidae.